# Gephyromantis tandroka
Espèce
Synonymes
- Mantidactylus tandroka Glaw & Vences, 2001

Statut de conservation UICN

 VU D2 : Vulnérable
Gephyromantis tandroka est une espèce d'amphibiens de la famille des Mantellidae.

## Répartition

Aire de répartition de Gephyromantis tandroka.

Cette espèce est endémique de Madagascar. Elle se rencontre entre 700 et 1 400 m d'altitude sur le mont Marojejy,.

## Description
Les 4 spécimens mâles adultes observés lors de la description originale mesurent entre 38,7 mm et 38,9 mm de longueur standard et les 5 spécimens femelles adultes observés lors de la description originale mesurent entre 39,6 mm et 44,7 mm de longueur standard.

## Étymologie
Son nom d'espèce, du malgache tandroka, la corne, lui a été donné en référence aux deux tubercules présents entre les yeux ressemblant a des cornes.

## Publication originale
- Glaw & Vences, 2001 : Two new sibling species of Mantidactylus cornutus from Madagascar (Amphibia, Anura, Ranidae). Spixiana, vol. 24, p. 177-190 (texte intégral).